# Lupiana
Lupiana ist ein spanischer Ort und eine gleichnamige Gemeinde (Municipio) in der Provinz Guadalajara in der Autonomen Gemeinschaft Kastilien-La Mancha.

## Lage
Lupiana liegt in einer Höhe von etwa 780 Metern ü. d. M. Die Entfernungen nach Guadalajara bzw. Madrid betragen 13 Kilometer in westlicher bzw. 70 Kilometer in südwestlicher Richtung.

## Bevölkerungsentwicklung
| Jahr      | 1960 | 1970 | 1981 | 1991 | 2001 | 2012 |
| Einwohner | 504  | 377  | 277  | 258  | 244  | 275  |

In der 1. Hälfte des 20. Jahrhunderts schwankte die Einwohnerzahl des Ortes stets zwischen 450 und 600 Personen. Die Mechanisierung der Landwirtschaft hat in hohem Maße zur Landflucht beigetragen.

## Geschichte
Obwohl mittelalterliche Bauten fehlen, dürfte die erstmalige Besiedlung des Platzes weiter zurückreichen. In islamischer Zeit war das Gebiet jedoch entvölkert und so waren es wohl die Einsiedler-Mönche des hier neu gegründeten Hieronymiten-Ordens, die seit dem 14. Jahrhundert neue Impulse in die Gegend brachten.

## Sehenswürdigkeiten
- Die dreischiffige und mit einem offenen Dachstuhl gedeckte Pfarrkirche San Pedro Apóstol entstand im 16. Jahrhundert. Das Sterngewölbe im Chorbereich und in der Apsis macht die späte Entstehungszeit der Kirche deutlicher als das Langhaus.
- Der große Platz (plaza mayor) befindet sich südlich des Ortszentrums und ist umstanden von doppelgeschossigen Arkaden- und Holzständerhäusern.
- Auf einem abgetreppten Sockel in der Mitte des Platzes erhebt sich eine barocke kannelierte Gerichtssäule (rollo jurisdiccional oder picota) mit einem vierköpfigen Engelskapitell und einem aufgesetzten Obelisken mit Kugel. In ihrer sakrosankten Umgebung fanden ehemals Prozesse statt und Missetäter bestraft und/oder zur Schau gestellt wurden.

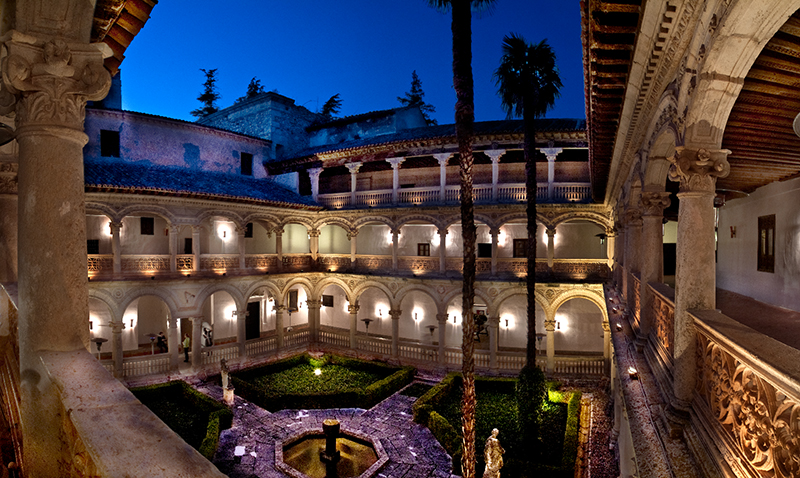
Kreuzgang des Hieronymiten-Klosters

- Die Ruinen des Hieronymiten-Klosters (Monasterio Jerónimo de San Bartolomé) stehen etwa anderthalb Kilometer südlich des Ortes in der Abgeschiedenheit des Waldes. Alles begann wahrscheinlich um die Mitte des 14. Jahrhunderts mit mehreren Einsiedlerhütten (Eremitagen) und einer kleinen gemeinschaftlichen Kapelle; die offizielle Gründung der Ordensgemeinschaft erfolgte durch eine Erlaubnis des Papstes Gregor XI. im Jahre 1373. Der Bau einer Klosteranlage mit Kreuzgang und umliegenden Mönchszellen begann erst 100 Jahre später. Von den ehemaligen Klosterbauten beeindruckt vor allem der doppel-, teilweise sogar dreigeschossige Kreuzgang im plateresken Stil des beginnenden 16. Jahrhunderts; die Pläne stammen angeblich von Alonso de Covarrubias. Balustraden und Bögen der verschiedenen Geschosse sind unterschiedlich gestaltet. Die Kirchenfassade ist einfach und streng gehalten – vielleicht empfing Philipp II. hier bei einem Besuch Anregungen für den Bau des Escorial, dessen Obhut und Pflege ebenfalls in den Händen der Hieronymiten lag.